# Uncula lunata
Uncula lunata là một loài bướm đêm trong họ Noctuidae.